# Gare de Clermont-de-l’Oise
Gare de Clermont-de-l'Oise vasútállomás Franciaországban, Clermont településen.

## Vasútvonalak
Az állomást az alábbi vasútvonalak érintik:
- Párizs-Lille-vasútvonal

## Kapcsolódó állomások
A vasútállomáshoz az alábbi állomások vannak a legközelebb:
- Gare de Liancourt - Rantigny
- Gare d’Avrechy
- Gare de Saint-Just-en-Chaussée
- Gare de Creil